# نانا (لوحة)
نانا هي لوحة زيتية رسمها إدوارد مانيه في عام 1877، اللوحة حالياً ضمن مقتنيات متحف كونستهالي هامبورغ في ألمانيا.